# 더 험프
더 험프(The Hump)는 제2차 세계 대전 당시 연합군이 중일 전쟁에서 일본에 맞서기 위해 만든 히말라야 산맥 동쪽 끝을 넘는 항공 보급로, 혹은 그 산을 넘어 비행하는 난관을 가리킨다.

## 같이 보기
- 버마 로드
- 남광시 전투